# Pierre Lacour (peintre, 1745-1814)
Pour les articles homonymes, voir Pierre Lacour et Lacour.
Ne doit pas être confondu avec son fils, Pierre Lacour
Pierre Lacour, dit « le père », pseudonyme de Pierre Delacour, né le 14 avril 1745 à Bordeaux, où il est mort le 28 janvier 1814, est un peintre et conservateur de musée français.

## Biographie

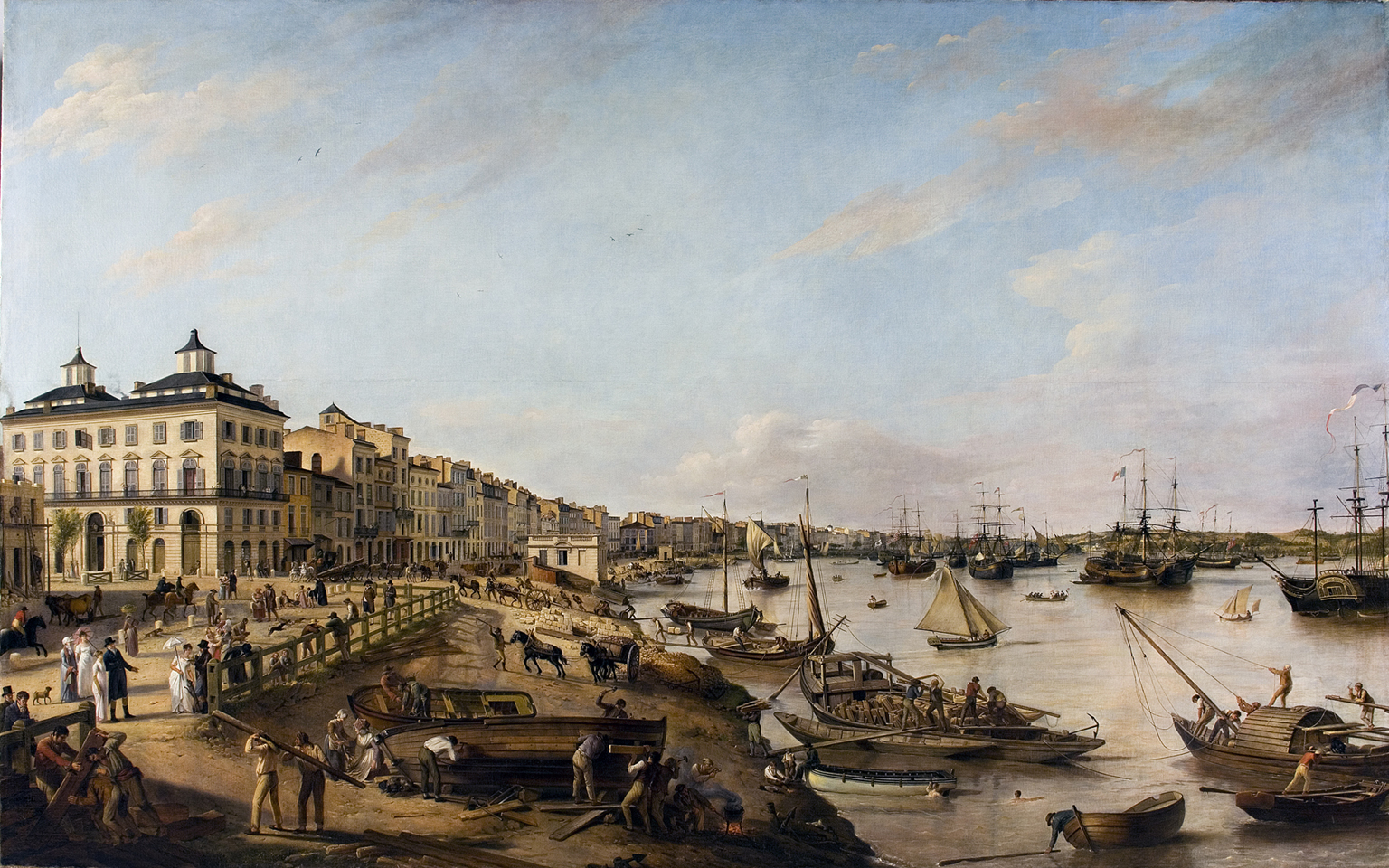
Vue d'une partie du port et des quais de Bordeaux dits des Chartrons et de Bacalan (1804-1806), musée des Beaux-Arts de Bordeaux.

Pierre Lacour est le fils de Pierre Delacour et de Jeanne Gramond. Il suit ses premières études artistiques à Bordeaux dans l’atelier du graveur André Lavau. Il se rend en 1764 à Paris pour poursuivre ses études dans l’atelier du peintre Joseph-Marie Vien, en compagnie de Jean-Joseph Taillasson. Il reçoit le second prix de Rome en 1769. Il part pour Rome vers 1771 et est agréé à l’Académie nationale des sciences, belles-lettres et arts de Bordeaux en décembre 1772.
De retour en France vers 1774, il se fixe à Bordeaux. Il présente une vingtaine de peintures au Salon bordelais de 1774, dont un projet de plafond pour la nouvelle salle de spectacle en construction. Il est reçu académicien de l’Académie des arts de Bordeaux en 1776.
Le 7 février 1778, il se marie à Bordeaux avec Catherine Chauvet.
Dans un document de 1781, il est donné pour peintre d’histoire, demeurant grande rue, à Bordeaux, dans la paroisse de Saint-Seurin.
Pendant la Révolution, il est professeur de dessin à l’École centrale et entretient à ses frais l’École de dessin et de peinture de la ville, d’où sont sortis d’éminents artistes.
Au château La Louvière appartenant à l'armateur Jean-Baptiste Mareilhac, et situé dans la commune de Léognan, il achève les grisailles et plafonds du salon rotonde, commencées par François-Louis Lonsing, lequel était mort en avril 1799.
En 1801, Pierre Lacour fonde le musée des Beaux-Arts de Bordeaux dont il est le premier conservateur.
Il expose pour la première fois au Salon de Paris de 1796, et le 13 février 1796 il est nommé membre correspondant de l’Académie des beaux-arts. En 1799, il devient membre de l’Académie des sciences, belles-lettres et arts de Bordeaux. Il est nommé professeur au lycée de Bordeaux en 1803. De 1804 à sa mort, il est directeur de l’école de dessin et de peinture de Bordeaux.
Pierre Lacour est chargé de la restauration du palais de Rohan en 1802.
Pierre-Nolasque Bergeret, Jean Alaux, dit « le Romain » et Jean-Bruno Gassies furent au nombre de ses élèves.

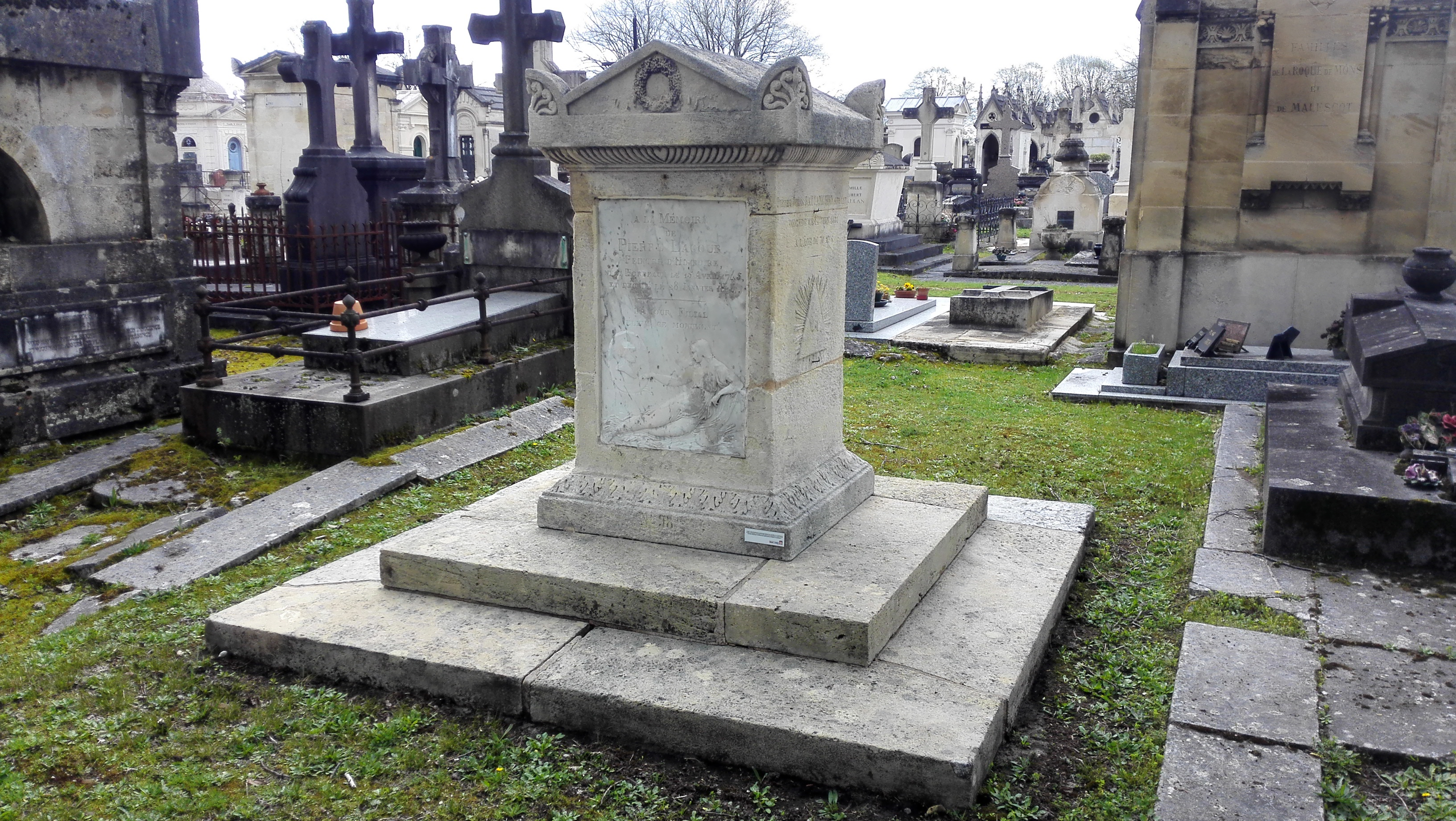
Sépulture de Pierre Lacour

À sa mort, son fils Pierre lui succède à la charge de conservateur. Pierre Lacour est inhumé à Bordeaux au cimetière de la Chartreuse.
Son autoportrait L’Artiste peignant un portrait de famille (1798) et sa Vue d’une partie du port et des quais de Bordeaux dits des Chartrons et de Bacalan (1804-1806) sont conservés au musée des Beaux-Arts de Bordeaux.

## Œuvres dans les collections publiques
- Bordeaux :

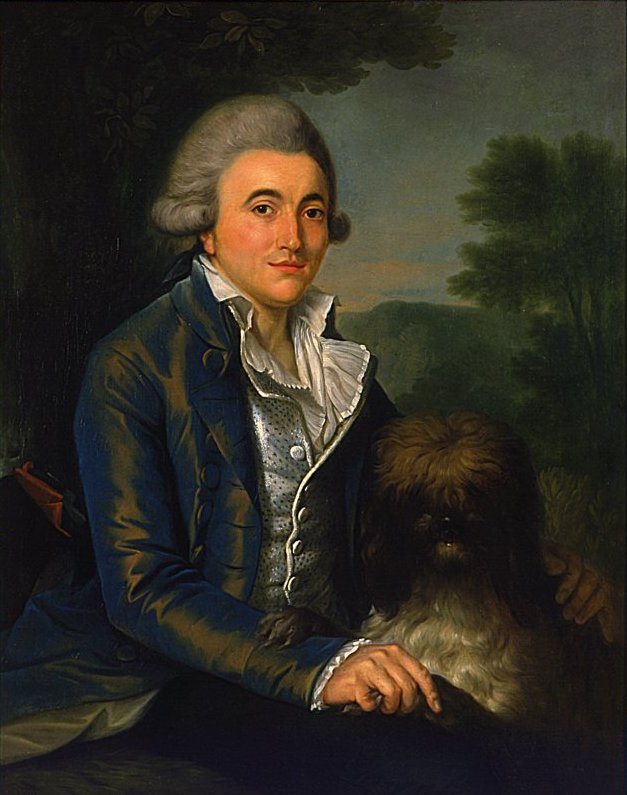
Portrait de Léon Bernard (1791), musée des Arts décoratifs et du Design de Bordeaux.

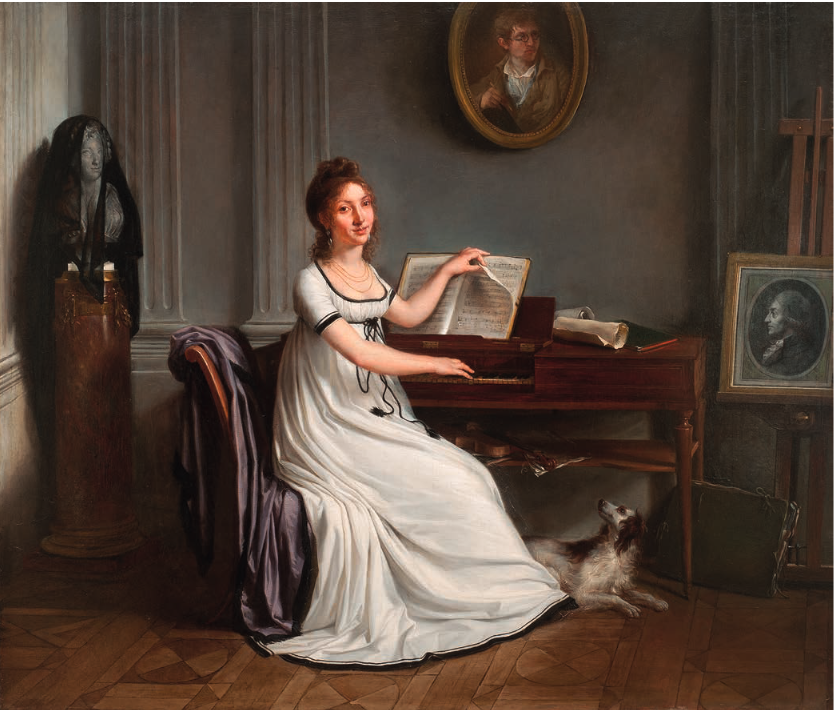
Madeleine-Aimée Lacour au piano carré (1800), localisation inconnue. Portrait de sa fille.

  - musée des Arts décoratifs et du Design : 
    - Portrait de M. de Barbe de la Barthe, huile sur toile (Inv. 76.3.1) ;
    - Portrait de Mme de Barbe de la Barthe, huile sur toile (Inv. 76.3.2) ;
    - Femme et enfants dans un paysage, vers 1794, miniature (Inv. 77.2.4) ;
    - Portrait de Monsieur et Madame Boyer-Griot, 1808, huile sur toile (Inv. 77.3.1) ;
    - Portrait de Léon Bernard, huile sur toile , 1791, huile sur toile (Inv. 87.3.2) ;
    - Museum d'histoire naturelle des Arts…, 1808, gravure (Inv. 715)
    - Portrait de Louis Combes, 1810, huile sur toile, dépôt du musée des Beaux-Arts de Bordeaux (Inv. D 2004.0.4) ;
    - Orphée perdant Eurydice, 1805, huile sur bois, dépôt du musée des Beaux-Arts de Bordeaux (Inv. D 2005.1.6).

  - musée des Beaux-Arts[10] :
    - La gloire du Gouverneur de Guyenne, vers 1774 ;
    - L'Artiste peignant un portrait de famille, 1798, huile sur bois[11]
    - La Mort de Cicéron, 1798, huile sur bois[12]
    - Portrait de Pierre Lacour fils, vers 1800, huile sur toile[13]
    - Le Chêne rompu, crayon noir sur papier collé sur carton[14]
    - Le Juge et les consuls de la Bourse de Bordeaux, 1789-1790, huile sur panneau de bois[15]
    - Le Bon Samaritain, 1810, huile sur toile marouflée sur panneau de bois en aggloméré[16]
    - Le Triomphe de David, plume, encre de Chine et lavis sur papier[17]
    - L'Avare endormi sur son trésor, 1802, huile sur bois[18]
    - Vue d'une partie du port et des quais de Bordeaux dits des Chartrons et de Bacalan, 1804-1806, huile sur toile, 207 × 340 cm[19]
- Versailles, château de Versailles : René-Augustin de Maupeou (1714-1792), chancelier de France, huile sur toile[20].

## Salons
- 1776 : Saint Roch.
- 1782 : Arrivée du comte d'Estaing à Brest.
- 1787 : Portraits réunis des juges et consuls de la Bourse de Bordeaux, en l'année 1786 ; Ambassade de Sully à Londres.